# Benjamin Maier
Benjamin Maier (ur. 19 kwietnia 1994 w Hall in Tirol) – austriacki bobsleista, brązowy medalista mistrzostw świata, wicemistrz Europy.

## Kariera
Największy sukces w karierze osiągnął w 2021 roku podczas mistrzostw świata w Altenbergu, w których to zdobył srebrny medal w czwórkach. Ponadto w 2016 roku wspólnie z kolegami i koleżankami z reprezentacji zdobył brązowy medal w zawodach drużynowych na mistrzostwach świata w Igls. Na tej samej imprezie zajął także piąte miejsce w czwórkach. W zawodach Pucharu Świata zadebiutował 3 stycznia 2014 roku w Winterbergu, zajmując 21. miejsce w dwójkach. Pierwszy raz na podium w zawodach tego cyklu stanął 7 lutego 2016 roku w Sankt Moritz, zajmując drugie miejsce w czwórkach. W 2014 roku wystartował na igrzyskach olimpijskich w Soczi, zajmując 22. miejsce w dwójkach i 21. miejsce w czwórkach.

## Życie prywatne
Jego brat, Raphael Maier, jest skeletonistą. Jego żona, Elisabeth Maier, jest skeletonistką oraz brązową medalistką mistrzostw świata.